# Campo da Imaculada Conceição
O Campo da Imaculada Conceição, é um estádio de futebol no Funchal, Portugal. É atualmente usado para o futebol e possui uma capacidade para 1 824 pessoas. O estádio é propriedade do CS Marítimo e faz parte do seu Complexo Desportivo. O estádio é o campo de treinos da equipa principal do Marítimo e serve de casa para as equipas Marítimo B, Marítimo sub-23 e a equipa feminina de seniores do Marítimo.

## História
O estádio foi inaugurado em 1966 e construído com fundos arrecadados pelos sócios Marítimo que haviam comprado a terra, em 1958. O estádio foi renovado na década de 1980 e novamente em 2001, quando o terreno adjacente ao campo foi usado para construir o Complexo Desportivo, a infraestrutura de treinos do Marítimo.

### Jogos da equipa principal
Foram realizados encontros da primeira equipa no estádio, quando o Estádio dos Barreiros não estava disponível.
| Data                  | Pontuação | Adversário  | Competição       |
| --------------------- | --------- | ----------- | ---------------- |
| 6 de Maio de 1990,    | 3-1       | Boavista    | Primeira Divisão |
| 16 de Maio de 1992    | 1-0       | Torreense   | Primeira Divisão |
| 2 de setembro de 2000 | 1-0       | Gil Vicente | Primeira Liga    |